# Papilio thoas
Papilio thoas és una espècie de lepidòpter papilionoïdeu de la família dels papiliònids (Papilionidae) que habita des del sud dels Estats Units i Mèxic fins a les parts més australs de Sud-amèrica.

## Característiques
Té una envergadura de 10 a 13 cm. La superfície superior de les ales té taques quadrades grogues ordenades en forma de banda diagonal. L'eruga té l'aspecte d'excrement d'ocells el que possiblement li serveix per enganyar a possibles predadors.

## Història natural
Als tròpics vola en totes les èpoques de l'any. En l'hemisferi nord vola d'abril a juliol segons la latitud. En l'hemisferi sud vola en els mesos corresponents de primavera i estiu.
La larva s'alimenta de plantes de la família dels Citrus (Rutaceae). L'adult s'alimenta de nèctar de Lantana, Caesalpinia i Bougainvillea, entre d'altres.